# 眼可鉄鏡
眼可鉄鏡（げんかてっきょう）は、鎌倉時代の曹洞宗の僧。同宗の太祖とされる瑩山紹瑾の直弟子で、その教団の中心的人物のひとりである。

## 生涯
生年や出身地に関しては明らかでない。正応5年（1292年）、永平寺の四祖義演から『仏祖正伝菩薩戒作法』を授けられた瑩山紹瑾より、その住職地である城満寺にて受戒した。瑩山紹瑾による授戒は初めてであり、またこの時に受戒したのは五人であったので、眼可鉄鏡は鹿野苑で釈迦から最初に受戒した五人の弟子になぞらえられて、瑩山紹瑾から「釈尊在世の陳如尊者の如し」（『洞谷記』）と讃せられている。
その後、城満寺における最初の首座に任じられた。瑩山紹瑾にとっても最初の首座であった。徹通義介が遷化した時に任ぜられたとされており、延慶2年（1309年）のことであると考えられている。
後に眼可鉄鏡は、瑩山紹瑾が開いた浄住寺の西堂に任ぜられ、大乗寺から永光寺に移った瑩山紹瑾を補佐し、珍山源照や無涯智洪の師となって教団を固めた。
元応3年1月28日（1321年2月25日）、師の瑩山紹瑾よりも4年早く遷化した。